# 石勒喀河
石勒喀河（羅馬化：Shilka）位於俄羅斯外贝加尔边疆区，全長560公里，流域面积20万平方公里。由鄂嫩河與音果达河汇合而成，鄂嫩河-石勒喀河为黑龙江正源，最後與額爾古納河會合，开始称作黑龍江。斯列坚斯克以下可以通航，冰期长4－5个月。哥薩克人波雅科夫在1643年入侵此區，強行徵收牙薩克，得貂皮四百八十條，俘虜若干尼夫赫人，這是俄羅斯人入侵黑龙江流域與中俄接觸開始。清朝把石勒喀河视作黑龙江的一段。